# Бобровка (Новосибірська область)
Бобровка (рос. Бобровка) — село у Сузунському районі Новосибірської області Російської Федерації.
Входить до складу муніципального утворення Бобровська сільрада. Населення становить 1700 осіб (2010).

## Історія
Згідно із законом від 2 червня 2004 року органом місцевого самоврядування є Бобровська сільрада.

## Населення
| 2002 | 2007  | 2010  |
| ---- | ----- | ----- |
| 1707 | ↗1776 | ↘1700 |